# Люди, творящие завтра
«Люди, творящие завтра» (яп. 明日を創る人々: асита о цукуру хитобито; другое название — «Творящие завтрашний день» англ. Those Who Make Tomorrow) — японский пропагандистский драматический фильм 1946 года, снятый на студии «Тохо», постановщиками которого выступили три режиссёра: Акира Куросава, Кадзиро Ямамото и Хидэо Сэкигава (для последнего это был дебют в игровом кино). Впоследствии Куросава, недовольный фильмом, отказался от своего участия в этой работе. Фильм снят по заказу профсоюза работников кинокомпании. В нём провозглашалась идея солидарности трудящихся (выпуск фильма на экраны был приурочен ко Дню международной солидарности трудящихся — 1 мая).

## Сюжет
Ёсико работает на киностудии. Её отец Гинтаро и младшая сестра Айко тоже работают, но семья постоянно бедствует. Живущие по соседству машинист электропоезда Сэйдзо Хори и его жена тоже ведут скромный образ жизни.
И на студии, где работает Ёсико, и на железной дороге, где водит поезда Хори, начинается забастовка. Железнодорожники и кинематографисты требуют повышения зарплаты и улучшения условий труда. В компании, где работает отец Ёсико, начинаются массовые увольнения. Отец Ёсико — человек старой закалки. Он ругает дочь за её активную работу в профсоюзе и ничего не решается предпринять, когда в его компании возникает вопрос об увольнениях. Но на него производит большое впечатление пример Хори, которого не сломила даже неожиданная смерть ребёнка. Все свои силы он отдаёт забастовке. В отце Ёсико просыпается пролетарское сознание, и вот он уже шагает в первых рядах демонстрантов. Сестра Ёсико — танцовщица мюзик-холла — тоже порывает с феодальными традициями и объединяет танцовщиц в профсоюз. Положение на киностудии и на железной дороге осложняется, но Хори и Ёсико, ободряя друг друга, продолжают борьбу.

## В ролях
Фактически фильм этот не мой, а является коллективным трудом целой группы и доказывает, что подобный метод работы себя не оправдывает. Я справился со своей задачей за одну неделю. Ещё сегодня меня клонит ко сну при звуках его музыки, посвящённой празднику Первого мая. И всё же для фильма, сделанного за неделю, всё получилось не так уж плохо.
- Кэндзи Сусукида — Гинтаро Окамото, отец
- Тиэко Такэхиса — Кин Окамото, мать
- Тиэко Накакита — Ёсико Окамото, старшая дочь
- Мицуэ Татибана — Айко Окамото, младшая дочь
- Масаюки Мори — Сэйдзо Хори, машинист электропоезда
- Сумиэ Цубаки — Тиёко Хори, его жена
- Итиро Тиба — Сусуму Мацуи, осветитель на киностудии
- Хё Китадзава — Тономура, кинорежиссёр
- Итоко Коно — Фумиэ, киноактриса
- Такаси Симура — Сумино, директор мюзик-холла
- Юрико Хамада — Токико, танцовщица
- Саюри Танима — Сидзуми, танцовщица
- Кэндзо Асада — Кумэ, сотрудник сталелитейной компании
- Масао Симидзу — Кояма, начальник цеха
- Сатико Митани — Харуко, танцовщица
- Хидэко Такаминэ — эпизод

## Премьеры
- — национальная премьера фильма состоялась 1 мая 1946 года[4].

## Комментарии
1. ↑  Русское название «Люди, творящие завтра» распространено в советском киноведении, в том числе в «Кинословаре» 1986 года издания (стр. 223), в русском переводе книги Акиры Ивасаки «Современное японское кино» (стр. 121) и др.; русское название «Творящие завтрашний день» происходит от английского названия фильма в международном прокате: англ. Those Who Make Tomorrow, под этим названием фильм упомянут в сети на сайте «КиноПоиск» и других сайтах русского интернета.